# 胡立教
胡立教（こ りっきょう、ホー・リージアオ、Hu Lijiao、1914年12月 - 2006年7月3日）は、中華人民共和国の政府当局者、元中国人民銀行行長・中共上海市委員会第二書記・上海市の第8回人民代表大会常務委員会の監督である。

## 略歴
- 1914年 - 中華民国江西省の吉安市で生まれる
- 1930年 - 中国共産党に入党、その後中日戦争で参加する
- 1949年 - 中国共産党中央委員会華東局規律検査委員会の書記に就任
- 1954年 - 財政部の次官に就任
- 1962年 - 中国人民銀行副行長に就任
- 1964年 - 中国人民銀行行長に就任
- 1966年 - 文化大革命が勃発後、迫害した
- 1977年 - 中共河南省委員会幹事を務めた、同年に第11回中共中央委員に選出された
- 1981年 - 中共上海市委員会第二書記に移転、その後上海市の人民代表大会常務委員会の監督に選出された
- 2006年 - 91歳で死去した